# لسوتو در المپیک تابستانی ۲۰۰۰
کاروان المپیکی لسوتو یکی از کاروان‌های شرکت‌کننده در بازی‌های المپیک تابستانی ۲۰۰۰ بود. این دوره از ۱۵ سپتامبر تا ۱ اکتبر ۲۰۰۰ میلادی در شهر سیدنی ، در کشور استرالیا  برگزار شد.

## شرکت‌کنندگان
فهرست زیر به کاروان لسوتو اشاره دارد.
| ورزش        | مردان | زنان | مجموع |
| ----------- | ----- | ---- | ----- |
| دو و میدانی | ۱     | ۱    | ۲     |
| بوکس        | ۲     | ۰    | ۲     |
| تکواندو     | ۱     | ۱    | ۲     |
| مجموع       | ۴     | ۲    | ۶     |